# Nova vas, Bloke
Nova vas este o localitate din comuna Bloke, Slovenia, cu o populație de 295 de locuitori.